# شاومي مي ميكس 2 أس
شاومي مي ميكس 2أس هو هاتف أندرويد نصف لوحي تم تصنيعه بواسطة شاومي . كشفت شاومي النقاب عن إصدار جديد من مي ميكس 2 ، مي ميكس 2أس ، في 27 مارس 2018 . مدعوم من كوالكوم سناب دراجون 845 ، ويتميز بنفس الشاشة الموجودة في مي ميكس 2 بحجم 5.99 بوصة (152 مـم) وبدقة 1080بكسل IPS LCD، وبكاميرا مزدوجة 12 ميجابكسل جديدة، وشحن لاسلكي Qi، وبنظام تشغيل أندرويد أوريو 8.0. تلقى مي ميكس 2أس درجة تقييم 97 على DxOMark .

## استقبال
في أغسطس 2017، حصلت مي ميكس 2 على جائزة IDEA الذهبية لتصميمها.
في المراجعات، كانت التعليقات العامة إيجابية، حيث أشاد النقاد بالعناصر التي يمكن الوصول إليها أكثر من مي ميكس الأصلي مثل تردد LTE العالمي، وسعر أقل من مي ميكس الأصلي، وشاشة أصغر حجماً وسماعة أذن تقليدية لاستبدال الكهروإجهادية للمتحدث في مي ميكس الأصلي. ومع ذلك، يبلغ المستخدمون (وخاصة في فرنسا) أن الهاتف لديه مشاكل في إدارة اتصالات 4G / 4G +. أثناء الاتصال بشبكة 4G، يواجه الهاتف مشاكل في التعامل مع عملية التسليم بين الخلايا، التي تفصل الإنترنت وتحتاج إلى عدة ثوان لاستعادة الاتصال (على الرغم من أن الهاتف يشير إلى إشارة واتصال قوي). لا يتم تحميل صفحات الويب، يتم قطع اتصال مكالمات VoIP (واتساب وفايبر).
تم إصدار أندرويد باي لـ مي ميكس 2أس في 30 أكتوبر 2018.

## روابط خارجية
- الموقع الرسمي

| سبق بـ شاومي مي ميكس 2 | شاومي مي ميكس 2أس2018 | تبعه شاومي مي ميكس 3 |